# Videogiochi per Commodore 128
La seguente lista elenca i videogiochi pubblicati commercialmente e specificamente per il Commodore 128. Sono esclusi i videogiochi per Commodore 64 che possono essere eseguiti solo avviando il computer in modalità 64.
Nonostante le superiori capacità del 128, la sua vita commerciale fu molto più breve di quella del 64. Data l'enorme diffusione del 64, le aziende in genere preferirono pubblicare giochi per quest'ultimo, che comunque potevano essere eseguiti anche dai 128 (oltre il 95% dei giochi sono compatibili). Perfino le nuove modalità grafiche dei modelli C128D e C128DCR non vennero mai sfruttate da alcun gioco. I titoli commerciali sono perciò molto pochi, specie in confronto alle migliaia per 64. Spesso si tratta di avventure della Infocom che sfruttano il testo a 80 colonne o di versioni di giochi per 64 con alcune aggiunte. La lista è probabilmente incompleta, ma non di molto.
Più numerosi furono invece i giochi amatoriali, molti dei quali derivati da giochi di carte o da tavolo, e diffusi attraverso le BBS americane. Si ricordano ad esempio una conversione di Tetris e Ultimate Risk, basati sulla modalità a 80 colonne.

## Elenco
- A Mind Forever Voyaging
- Beyond Zork
- Border Zone
- Bureaucracy
- Golf Handicapper
- Graham Gooch's Test Cricket
- The Great War
- The Hitchhiker's Guide to the Galaxy
- Kikstart
- The Last V8
- Leather Goddesses of Phobos
- Maidstone Quest
- Mr. Quizzer
- Nord and Bert Couldn't Make Head or Tail of It
- Planetfall
- Pro Coach: A Football Strategy Game
- Qix
- Quest For Adventure
- Rocky Horror Show, The
- Sherlock: The Riddle of the Crown Jewels
- Space Pirates
- Starship Battles
- Stratton
- Thai Boxing
- The Three Musketeers
- Trek
- Trinity
- Ultima V
- Up Periscope!
- Wheel & Deal
- Wishbringer
- Wizardry: Proving Grounds of the Mad Overlord
- Wizardry II: Knight of Diamonds
- Wizardry III: Legacy of Llylgamyn
- Wizardry V: Heart of the Maelstrom
- Zork I: The Great Underground Empire

## Giochi che sfruttano il 128 dalla modalità 64
Esistono anche alcuni casi di giochi per 64 che quando eseguiti su un 128, pur essendo in modalità 64, possono sfruttare alcune caratteristiche hardware del 128 come una maggiore velocità. Tra questi:
- Alleykat
- Elite (versione non ufficiale)
- Ferrari Formula One
- Flight Simulator II
- Gunship
- Heavy Metal Paradroid
- Intensity
- Morpheus
- Project Stealth Fighter
- Stealth Mission
- Test Drive II
- Uridium Plus